# جون جو نيفين
جون جو نيفين (بالإنجليزية: John Joe Nevin)‏ مواليد 7 يونيو 1989 في جزيرة أيرلندا، هو ملاكم محترف أيرلندي يصنف ضمن فئة وزن الريشة. شارك في دورة الألعاب الأولمبية الصيفية سنة 2008. حقق الميدالية الفضية في الألعاب الأولمبية الصيفية 2012.

## إحصائيات
خاض خلال مسيرته 8 نزالا، فاز في 8 ولم يتعادل ولم يخسر. فاز بالضربة القاضية في 4 نزالا.

## الميداليات
| الميدالية | المسابقة                       |
| --------- | ------------------------------ |
| فضية      | الألعاب الأولمبية الصيفية 2012 |

## روابط خارجية
- جون جو نيفين على موقع بوكس ريك (الإنجليزية) (registration required)
- جون جو نيفين على موقع أوليمبيديا (الإنجليزية)